# Mortier de 270 modèle 1885
Der Mortier de 270 modèle 1885 (deutsch Mörser 270 mm Modell 1885) – umgangssprachlich auch Mortier de Bange de 270 genannt – war ein Geschütz der französischen Küstenartillerie des 19. Jahrhunderts, das von Charles Valérand Ragon de Bange konstruiert wurde.

## Konzept
Am 11. Mai 1874 legte das Kriegsministerium für die Kanonen die Kaliber 120, 155 und 220 Millimeter und für die Mörser 220 und 270 Millimeter fest. Am 24. Mai 1878 waren die letzten Entwürfe für den Mörser fertiggestellt, man begann jedoch erst 1885 mit dem Bau der Geräte.
Der Mörser 270 modèle 1885 hatte ein gezogenes Rohr mit einem Drehkurbelverschluss – beides zusammen wog 5.800 Kilogramm. Die 10.700 Kilogramm schwere Lafette war mit vier kleinen Rädern versehen, die auf den seitlichen Schienen eines Stahlrahmens liefen. An der Vorderseite des Stahlrahmens wurde ein hydropneumatischer Zylinder eingehängt und an der Lafette befestigt. Dieser Zylinder nahm beim Schuss die Rückstoßkräfte auf. Es war das gleiche Prinzip, wie es schon beim Mortier de 220 mm modèle 1880 (Mörser 220 mm Modell 1880) angewendet worden war.

## Verwendung
Der Mörser wurde im Ersten Weltkrieg als Teil der schweren Artillerie der französischen Armee eingesetzt und war nach dem Eisenbahngeschütz 340 mm das größte eingesetzte Kaliber.
Zu Beginn des Zweiten Weltkrieges waren noch 24 Mörser vorhanden, über ihren Verbleib ist nichts bekannt.

## Weitere Geschütze mit dem Verschluss des Systems de Bange
- Canon de 80 modèle 1877, 80-mm-Gebirgsgeschütz
- Canon de 90 mm modèle 1877, 90-mm-Feldgeschütz (1878);
- Canon de 120 mm L modèle 1878, 120-mm-Belagerungsgeschütz;
- Canon de 155 mm L modèle 1877
- Mortier de Bange de 220, 220-mm-Belagerungsgeschütz (1880);
- Canon de 240 mm modèle 1884, 240-mm-Küsten- und Belagerungsgeschütz (1884);
- Mortier de 270 modèle 1889, 270-mm-Küsten- und Belagerungsgeschütz